# Endiandra macrophylla
Endiandra macrophylla är en lagerväxtart som först beskrevs av Carl Ludwig von Blume, och fick sitt nu gällande namn av Jacob Gijsbert Boerlage. Endiandra macrophylla ingår i släktet Endiandra och familjen lagerväxter. Inga underarter finns listade i Catalogue of Life.